# Run Away
«Run Away» (с англ. — «Убегай») — песня, с которой Оля Тира и SunStroke Project представили Молдавию на конкурсе песни Евровидение 2010 в Норвегии. Песня написана на английском языке.
После конкурса «Run Away» также становится объектом интернет-мема за счёт саксофонного соло в исполнении участника SunStroke Project Сергея Степанова, получившего прозвище «Epic Sax Guy». Популярность этого мема достигла практически того же уровня, что и у рикроллинга и «Трололо».

## Чарты
| Чарт (2010)                | Высшая позиция |
| -------------------------- | -------------- |
| Норвегия (VG-lista)        | 7              |
| Швеция (Sverigetopplistan) | 31             |